# 巴盧 (伊利諾伊州)
巴盧（英語：Ballou）是位於美國伊利諾伊州威爾縣的一個非建制地區。該地的面積和人口皆未知。

## 地理
巴盧的座標為41°32′08″N 88°06′07″W / 41.53556°N 88.10194°W，而該地的平均海拔高度為184米（即604英尺）。